# جيمس كوزانز
جيمس كوزانز (بالإنجليزية: James Cossins)‏ هو ممثل بريطاني، ولد في 4 ديسمبر 1933 في المملكة المتحدة، وتوفي بنفس المكان في 12 فبراير 1997.

## أعمال

### أفلام
- (1965) حبيبتي
- (1967) كيف ربحت الحرب
- (1974) الرجل ذو المسدس الذهبي
- (1981) أبو الهول
- (1982) غاندي[7][8][9]

## وصلات خارجية
- جيمس كوزانز على موقع IMDb (الإنجليزية)
- جيمس كوزانز على موقع ألو سيني (الفرنسية)
- جيمس كوزانز على موقع ميوزك برينز (الإنجليزية)
- جيمس كوزانز على موقع أول موفي (الإنجليزية)
- جيمس كوزانز على موقع قاعدة بيانات برودواي على الإنترنت (الإنجليزية)
- جيمس كوزانز على موقع قاعدة بيانات الأفلام السويدية (السويدية)
- جيمس كوزانز على موقع ديسكوغز (الإنجليزية)
- جيمس كوزانز على موقع قاعدة بيانات الفيلم (الإنجليزية)
- جيمس كوزانز على موقع كينوبويسك (الروسية)